# Сборная СССР против сборной мира 1989—1993
Сборная СССР против сборной мира — матч по шахматной композиции, начавшийся в 1989 году и завершившийся в 1993 году. СССР победил со счётом 2224:497.

## Ход событий
Соревновались этюдисты в двух темах, судьи отбирали по 30 лучших этюдов в каждой категории, произведения получали баллы от 30 до 1, лучшая общая сумма определяла победителя.
Тема А (предложена СССР).
В этюде на выигрыш контригра черных основывается на вечном шахе или вечном нападении на белую фигуру
Тема В (предложена сборной мира).
Этюд на выигрыш или ничью, в котором игра белых в тематическом ложном следе опровергается темпоходом черных; в действительном же решении белые достигают цели благодаря темпоходу со своей стороны
Судейская комиссия: Юрий Авербах, Г. Каспарян — от СССР (их заменил В. Неидзе), Дж. Нанн, Дж. Ройкрофт — от остального мира.
В теме А СССР победил 1144:210, в теме В 1080:287, общий итог 2224:497.